# Wa East District
Koordinaten: 10° 18′ N, 1° 48′ W
Der Wa East District im Nordwesten Ghanas ist einer von elf Distrikten der Upper West Region. Er entstand 2004 durch eine Abspaltung aus dem Wa Municipal District. Die Nationalstraße 12 führt in Nord-Süd-Richtung am Westrand des Distriktes entlang, die Inter-Regionalstraße 11 führt in West-Ost-Richtung quer durch den Distrikt. Der Kulpawn fließt in südöstlicher Richtung durch Wa East. Im Süden gehören ca. 50 km² des Distriktes zum Mole-Nationalpark in dem unter anderem Elefanten, Löwen und Kobantilopen leben.

## Bevölkerung
Die größten ethnischen Gruppen des Distriktes sind die Wali (45 %), Sisala (21 %), Chakali (19 %) und Dagaare (15 %). Wichtigste Religionen sind der Islam (etwa 70 %), Christentum (etwa 10 %) und traditionelle Religionen (etwa 20 %).
Die Fruchtbarkeit des Bodens hier hat zudem viele Fulbe-Hirten aus den umliegenden Distrikten angezogen. Diese Einwanderung hat zu verstärkter Landnutzung für Viehwirtschaft und Bodendegradation und Konflikten mit den bäuerlichen Bewohnern des Distriktes geführt.

## Ortschaften im Distrikt
Die erwähnenswerten Ortschaften des Distriktes konzentrieren sich in seiner südwestlichen Ecke, also in der Nachbarschaft der Regionshauptstadt Wa.
- Bulenga
- Goripie
- Tanina
- Mengwe
- Chaggu (Chako)
- Kolipong (Namo)
- Kundungu
- Ducie